# Pra di Roburent
Pra di Roburent è una piccola frazione di montagna della Val Corsaglia, situata a 1014 metri s.l.m. e arroccata sul monte Alpet.
Il centro della frazione fa parte del comune di Roburent in provincia di Cuneo, ma Pra essendo composta da varie borgate e case sparse, si estende anche nel comune di Montaldo di Mondovì.
Noto per la piazza della chiesa con fontana e abbeveratoio e i murali sotto il caratteristico porticato della stessa chiesa.
Da visitare anche i "forni comunitari".
La frazione vive soprattutto di turismo in quanto si trova su diversi percorsi escursivi dei dintorni.